# كارل هوهمان
كارل هوهمان (بالألمانية: Karl Hohmann) هو لاعب كرة قدم ألماني من مواليد 18 يونيو 1908 لعب لمنتخب ألمانيا لكرة القدم بين عامي 1930 و1937 ، ولعب 26 مباراة وسجل 20 هدفا. فيما بعد قام بتدريب نادي روت فايس إيسن، وقاد النادي للفوز بكأس ألمانيا عام 1953 . توفي في 31 مارس 1974.

## روابط خارجية
- كارل هوهمان على موقع الاتحاد الدولي (مؤرشف)  (الإنجليزية)
- كارل هوهمان على موقع قاعدة بيانات كرة القدم.إي يو (الإنجليزية)
- كارل هوهمان على موقع ناشيونال فوتبول تيمز (الإنجليزية)
- كارل هوهمان على موقع Soccerway.com (الإنجليزية)
- كارل هوهمان على موقع عالم كرة القدم.نت (الإنجليزية)
- كارل هوهمان على موقع كووورة
- كارل هوهمان على موقع أوليمبيديا (الإنجليزية)